# Préhistoire de l'Italie

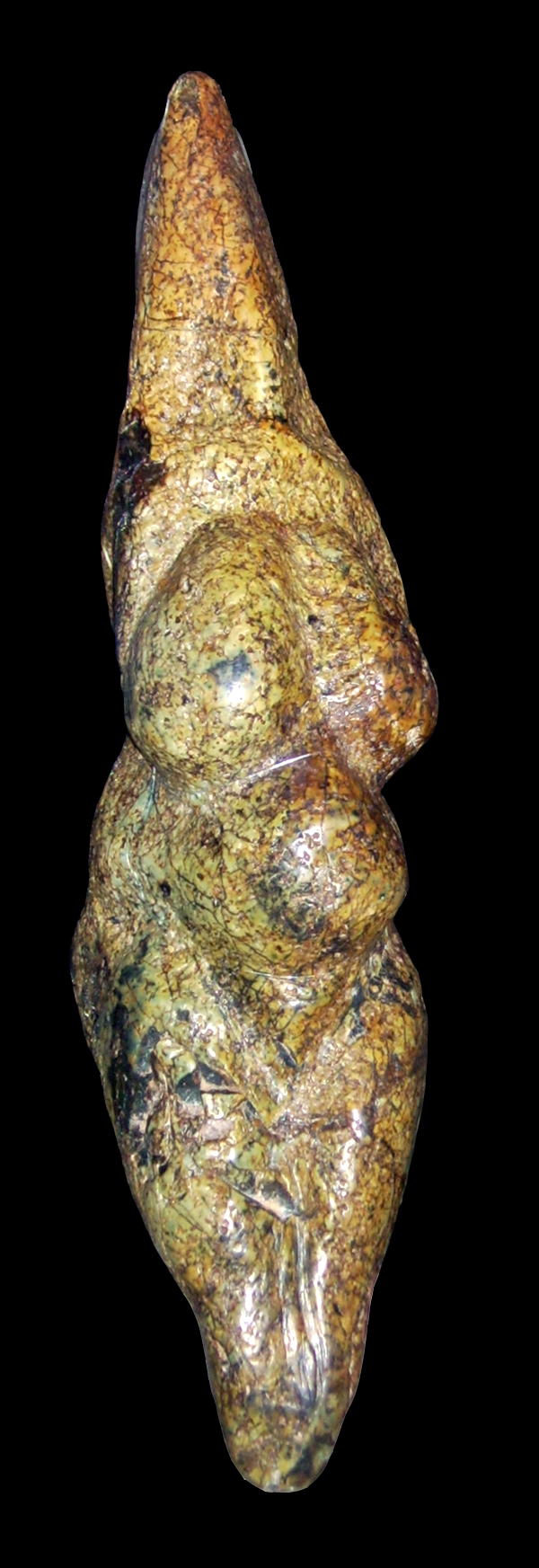
Vénus de Savignano

La Préhistoire de l'Italie est la période comprise entre les premières traces humaines trouvées en Italie, remontant à plus d'un million d'années, et la fondation de Rome et les débuts de la Rome antique, au milieu du VIIIe siècle av. J.-C.

## Paléolithique inférieur
À partir d'environ 800 000 ans avant le présent, l'alternance de phases de climat tempéré et de phases glaciaires au sein de longs cycles d'environ 100 000 ans a fortement influé sur le niveau de la mer. Ainsi, durant les phases les plus froides, l'île d'Elbe était reliée au continent et les rivages septentrionaux de la mer Adriatique, une mer de faible profondeur, se situaient des dizaines de kilomètres plus au sud qu'actuellement.
L'Italie est habitée depuis le Paléolithique inférieur, comme en témoignent de nombreux sites préhistoriques, dont les plus importants sont la grotte de l'Addaura, les Balzi Rossi, le Mont Poggiolo, Ponte di Veja, Isernia la Pineta, Gravina in Puglia. Plusieurs sites ont livré des ossements humains fossiles, par exemple Altamura et Ceprano.
En 2018, des chercheurs français et italiens ont analysé en morphométrie 3D des images virtuelles obtenues par microtomographie aux rayons X de dents figurant parmi les plus vieux fossiles humains découverts à ce jour en Italie. Ces dents fossiles, vieilles d’environ 450 000 ans et provenant des sites italiens de Fontana Ranuccio (Latium, 1972), à 50 km de Rome, et de Visogliano (Frioul-Vénétie Julienne, 1970), à moins de 20 km de Trieste, ont révélé des caractéristiques néandertaliennes. Celles-ci rappellent celles trouvées sur les fossiles de la Sima de los Huesos, en Espagne, datés de 430 000 ans et attribués à l'Homme de Néandertal. L’étude, conduite par Clément Zanolli, paléoanthropologue à l’université de Bordeaux, a été publiée en 2018 dans la revue PLOS One.

## Paléolithique moyen
La présence de l'Homme de Néandertal est attestée un peu plus tard par les restes fossiles de l'Homme de Saccopastore, à Rome, datés d'environ 250 000 ans, et par le squelette de l'Homme d'Altamura, dans les Pouilles, daté de près de 180 000 ans. Les fossiles néandertaliens sont cependant comparativement rares par rapport à ceux découverts dans les autres régions d'Europe. Une vingtaine de sites environ sont connus. Les découvertes les plus importantes ont été faites dans la grotte Guattari, à San Felice Circeo, dans le Latium. La grotte Breuil, située dans la même zone, la grotte de Fumane, dans la province de Vérone, et la grotte de San Bernardino, dans la province de Vicence, ont également livré des vestiges importants.

## Paléolithique supérieur

Principaux sites de l'Aurignacien en Europe

La première culture lithique du Paléolithique supérieur en Italie est l'Uluzzien, entre 48 000 et 42 000 ans avant le présent. On ne sait toujours pas si ses auteurs sont Homo sapiens ou l'Homme de Néandertal.
Homo sapiens apparait au début du Paléolithique supérieur. Des restes osseux datés de l'Aurignacien ont été découverts dans la grotte de Fumane. Ils sont datés d'environ 34 000 ans. Les cultures successives du Gravettien et de l'Épigravettien sont attestées dans des sites de toute la péninsule.

## Mésolithique
À la fin de la dernière période glaciaire, il y a environ 11 700 ans, le climat de l'Italie se réchauffe progressivement. Le niveau des mers remonte, les glaciers alpins régressent, et l'Italie présente alors sa géographie actuelle. Les populations préhistoriques continuent à vivre exclusivement de chasse et de cueillette mais doivent s'adapter aux modifications de la faune et de l'environnement. Le début de cette période est relativement bien documenté et les sites sont assez nombreux. Les sites de la fin de cette période, entre 7000 et 6000 av. J.C. sont nettement plus rares, notamment dans le sud de la péninsule, en Sicile et en Sardaigne.

## Néolithique

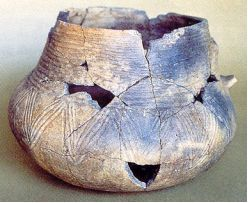
Céramique de la culture de Gaudo

Le début du Néolithique en Italie est lié à la diffusion du courant de la céramique cardiale (dit aussi courant de la céramique imprimée ou méditerranéen), d'abord dans le sud de la péninsule et en Sicile vers 6000 av. J.C. L'origine et le développement des premières communautés agropastorales sont dus à l'arrivée de colons venus de l'est de la mer Méditerranée, probablement des Balkans. La céramique est décorée d'impressions réalisées sur la pâte avant la cuisson.
Les établissements tardifs de populations de chasseurs cueilleurs sont concentrés dans le nord-est de la péninsule, tandis que les premiers agriculteurs apparaissent dans le sud, avec peu de chevauchement géographique.
La recherche archéologique a plaidé en faveur d'une interaction accrue entre les agriculteurs entrants et les chasseurs-cueilleurs indigènes en Méditerranée occidentale au cours d'une deuxième étape du processus de néolithisation et en particulier dans les zones à plus forte densité de population de chasseurs-cueilleurs, par exemple, l'Apennin tosco-émilien et la plaine du Pô. Les études génétiques confirment que ces contacts ont laissé un signal biologique traçable lors de l'expansion néolithique. D'un point de vue archéologique, cela suggère que les chasseurs-cueilleurs ont contribué aux changements évidents observés au sein de la culture matérielle après la phase pionnière.

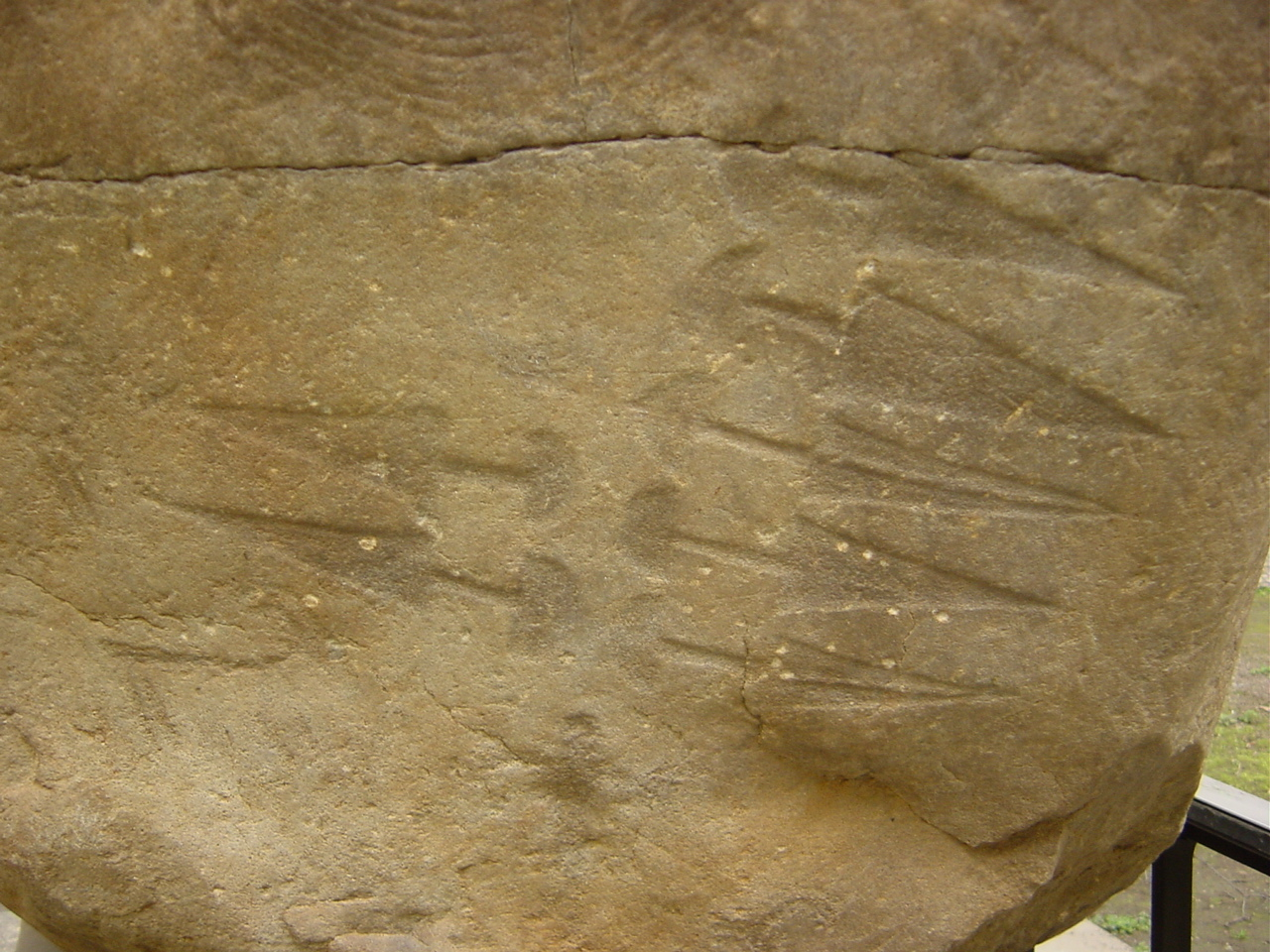
Poignards de type Remedello gravés sur une roche à Valcamonica.

Il est notable que les individus du complexe cardiale-impressa de la côte est de l'Adriatique n'ont qu'une très faible ascendance chasseurs-cueilleurs avec une plus grande affinité pour les groupes d'Europe centrale. Cela correspond à l'hypothèse d'une différenciation des traditions techniques au sein des cultures matérielles observée des deux côtés des montagnes des Apennins en Italie: une tradition adriatique liée aux Balkans et une tyrrhénienne dont l'origine est encore inconnue. Il est tentant d'associer une composante de chasseurs-cueilleurs aussi forte du côté tyrrhénien aux traditions de poterie caractéristiques observées dans cette même région et de considérer ces traditions originales comme le résultat d'une réinterprétation de la part des chasseurs-cueilleurs. Néanmoins, la rareté des données génomiques disponibles dans le centre et le sud de l'Italie ne permet pas encore de tester directement cette hypothèse.
Le mode de vie néolithique s'étend peu à peu à toute l'Italie entre 6000 et 5000 av. J.C. Se succèdent ensuite des cultures définies pour l'essentiel par la forme et les décors des céramiques.
En Italie, l'Âge du cuivre est appelé Énéolithique. Il se développe entre 3600 et 3500 av. J.C. et s'achève vers 2200 av. J.C.. Cette période ne marque pas de rupture profonde par rapport au début du Néolithique. Les premiers objets en cuivre et la métallurgie, attestés entre 4500 et 4000 av. J.C., se développement progressivement.
La culture campaniforme qui débute vers 2600 av. J.C. marque la fin de cette période et se poursuit durant le début de l'Âge du bronze.

## Âge du bronze
L'Âge du bronze en Italie est marqué par le développement de plusieurs grandes cultures. La population de cette période est majoritairement constituée d'agriculteurs et de pasteurs. Des artisanats spécialisés, notamment dans les productions métallurgiques, se développent. L'influence des cultures de la Méditerranée orientale et d'Europe centrale est de plus en plus forte et les échanges avec ces régions sont importants.

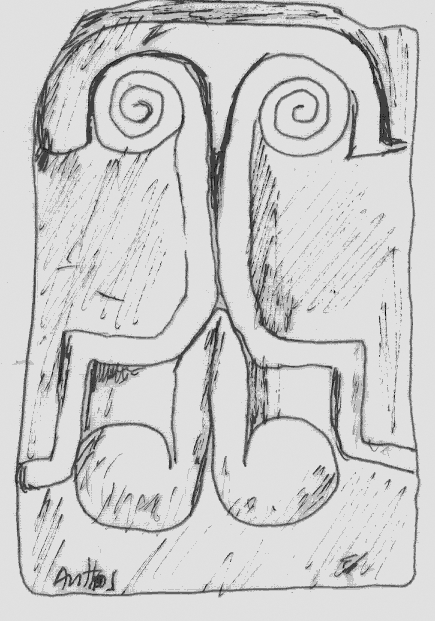
Relief sur la porte d'une tombe sicilienne de la culture de Castelluccio

Parmi les cultures les plus importantes pour cette période en Italie, on peut retenir :
- La culture campaniforme qui marque la transition entre le Néolithique et l'Âge du bronze. Cette culture, datée entre 2 600 et 1 800 av. J.-C., se retrouve sur l'ensemble du pays, à l'exception du sud-est de la péninsule et de l'est de la Sicile.
- La culture de Polada, dans la plaine du Pô, qui est en partie contemporaine de celle du Campaniforme puisqu'elle débute vers 2200 av. J.C. et s'achève vers 1600 av. J.C.[7]
- Les Terramares, culture constituée de sites palafittes dans la plaine du Pô, entre 1700 et 1150 av. J.C. environ[8].
- La culture de Castelluccio en Sicile, entre 2200 et 1400 av. J.C. environ. Les influences égéennes, notamment de la civilisation helladique sont importantes[9].
- La culture de Capo Graziano, suivie de celle de Milazzese et de l'Ausonio dans les îles Éoliennes au nord de la Sicile[10].
- La culture nuragique en Sardaigne, qui débute vers 1800 av. J.C. est marquée par le développement de très nombreuses constructions en pierre, les nuraghes.
- La culture apenninique, durant l'Âge du Bronze moyen, entre 1600 et 1200 av. J.C. environ. Elle est présente dans le centre et le sud de la péninsule, et est attestée jusque dans l'est de la Sicile. Sociétés patriarcales et guerrières, l'économie est avant tout caractérisée par le fort développement du pastoralisme[11].
- La culture protovillanovienne qui se développe entre 1200 et 900 av. J.C. environ dans le centre-nord de la péninsule.
- La culture de Canegrate qui se développe à partir de 1300 av. J.C. dans la Plaine du Pô.

L'intervalle de 200 ans entre l'âge du bronze récent et le début de l'âge du fer a été qualifié d'âge du bronze final.
Comme dans le reste de l'Europe, la génétique de la transition chalcolithique / âge du bronze est de plus en plus caractérisée par un afflux d'ascendance liée aux steppes. L'arrivée de l'ascendance liée à la steppe se produit en Italie du Nord et en Sicile après 2300 avant notre ère et dès 1600 avant notre ère dans la péninsule italienne centrale, cette composante d'ascendance augmentant avec le temps.
Au cours de cette période, la pratique de la crémation se répand au sud de la vallée du Pô et est attestée sur de nombreux sites de la péninsule. Depuis que cette tradition culturelle s'est développée dans la culture de Villanova qui prévalait en Étrurie et dans la majeure partie de la vallée du Pô c. 900-700 av. J.-C., les archéologues modernes ont conçu le terme de « Proto-Villanovien » pour décrire les cultures pratiquant l'incinération de l'âge du bronze final en Italie. À la fin de l'âge du bronze final, l'inhumation était redevenue la coutume funéraire dominante du sud de l'Italie, mais la crémation continuait de faire partie intégrante de la culture villanovienne du nord et d'une grande partie de l'Italie centrale.

## Âge du fer
Durant cette période, qui débute aux environs de 900 av. J.C., l'Italie est une mosaïque de cultures et de peuples. Les plus importantes sont :
- La culture de Golasecca, présente dans la plaine du Pô à partir du début de la période.
- La culture atestine qui est présente en Vénétie entre la fin de l'Âge du bronze (Xe – IXe siècle av. J.C.) et l'ère romaine (Ier siècle av. J.-C.).
- La culture de Villanova, associé à l'ethnogenèse des Étrusques, qui apparaît au début de l'Âge du fer, entre le IXe et le VIIIe siècle av. J.-C. Les sites appartenant à cette culture sont distribués sur la partie centrale de la péninsule italienne.
- La culture picénienne, attestée dans la région des Marches et des Abruzzes.
- La culture latiale, associé à l'ethnogenèse des peuples latins, qui est documentée dès la fin de l'Âge du bronze et au début de l'Âge du fer dans le centre et le sud du Latium.
- La culture apulienne qui regroupe les aspects culturels associés aux Dauniens, aux Peuces et aux Messapiens, des peuples qui occupaient la région des Pouilles.

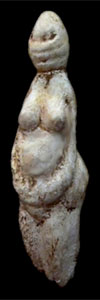
Vénus de Parabita